# Barbara Eden

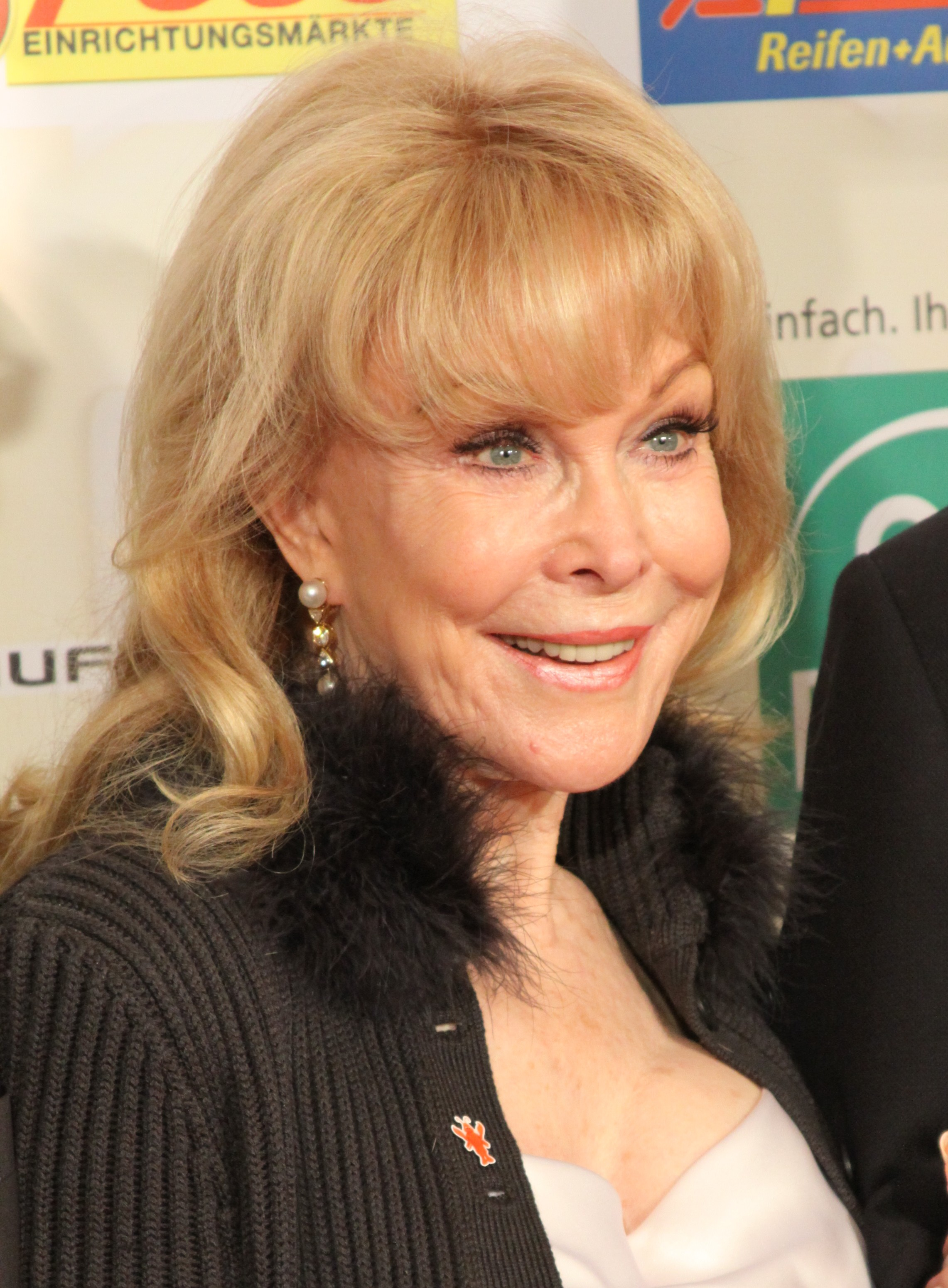
Barbara Eden, Kinderlachen-Gala 2010 in Dortmund

Barbara Eden (* 23. August 1931 in Tucson, Arizona als Barbara Jean Moorhead) ist eine US-amerikanische Schauspielerin, die durch die Fernsehserie Bezaubernde Jeannie in den 1960er Jahren weltbekannt wurde.

## Leben und Karriere

### Jugend
Barbara Eden wurde als Barbara Jean Moorhead am 23. August 1931 geboren. Nach der Scheidung ihrer Eltern wuchs sie in San Francisco auf. 1949 absolvierte sie dort die Abraham Lincoln High School. Sie arbeitete in einer Bank und nahm nebenbei auf Anraten ihrer Mutter Theaterunterricht an der Elizabeth Holloway School of Theatre. Elizabeth Holloway selbst brachte Barbara Eden dazu, sich 1951 für den „Miss San Francisco“-Schönheitswettbewerb anzumelden. Sie gewann den Titel unter dem Namen Barbara Huffman (dem Familiennamen des neuen Mannes ihrer Mutter) und erlangte damit in ihrer Heimatstadt einen gewissen Bekanntheitsgrad. In den darauf folgenden Jahren trat sie als Sängerin  in der Russ Byrd Band auf. Ende des Jahres 1954 zog sie zu ihrer Tante nach Hollywood.
Dort änderte sie auf Empfehlung ihres Agenten ihren Nachnamen von Huffman zu Eden. Sie nahm kleine Theaterrollen an und war für einige Zeit als Tänzerin und Sängerin im berühmten Nachtclub „Ciro’s“ engagiert. Dort machte sie erste Bekanntschaft mit Prominenten, unter anderem mit Sammy Davis Jr.

### Beginn der Film- und Fernseh-Karriere
Ein Hollywood-Agent entdeckte Eden während einer Theateraufführung. Das führte zunächst zu kleinen Gastauftritten in Serien wie I Love Lucy und später zu einer Rolle in der Fernsehserie How to Marry a Millionaire, die auf dem gleichnamigen Film von 1953 basiert. Dort übernahm sie die Rolle der Loco Jones, die zuvor von Marilyn Monroe verkörpert worden war. Während Dreharbeiten im Jahr 1957 lernte Barbara Eden den Schauspieler Michael Ansara kennen, den sie im Januar 1958 heiratete.
Nach zwei Staffeln von How to Marry a Millionaire erhielt Barbara Eden einen lukrativen Vertrag bei 20th Century Fox und erste kleine Rollen in Kinofilmen. Sie spielte neben Paul Newman in From the Terrace (1960) und hatte einen größeren Part in dem Elvis-Presley-Film Flammender Stern.
Eden trat Anfang der 1960er-Jahre im Film Unternehmen Feuergürtel und der Verfilmung von Jules Vernes Buch Fünf Wochen im Ballon auf. Beide Filme wurden von Irwin Allen produziert. Für die Dreharbeiten zu Die Wunderwelt der Gebrüder Grimm zog Barbara Eden nach Deutschland. Sie spielte die Geliebte von Jakob Grimm, der von Karlheinz Böhm verkörpert wurde. Während der Dreharbeiten erlitt sie, wie erst Jahre später bekannt wurde, eine Fehlgeburt. Nachdem MGM auf Barbara Eden aufmerksam wurde, vermittelte man ihr Hauptrollen in Filmen neben Tony Randall in Mein Zimmer wird zum Harem und Der mysteriöse Dr. Lao.

### Erfolg mitBezaubernde Jeannie
1964 erhielt Eden das Drehbuch zur Serie Bezaubernde Jeannie. Nach monatelangem Suchen einer Hauptdarstellerin rief Sidney Sheldon, der Erfinder der Serie, sie persönlich an und lud sie ins Beverly Hills Hotel zum Tee ein. Die beiden unterhielten sich ungezwungen und nach einem einfachen Gespräch sagte er ihr: “I think you are my Jeannie”.
Die Dreharbeiten begannen noch im selben Jahr. An der Seite von Barbara Eden wurde Larry Hagman als ihr Meister Anthony Nelson engagiert. Die Story handelt von einem Astronauten, der auf einer einsamen Insel eine Flasche findet, in der sich der Flaschengeist Jeannie befindet. Jeannie zieht zu ihrem „Meister“ nach Cocoa Beach, Florida, und stiftet dort in den folgenden Jahren viel Chaos. Noch während der Dreharbeiten zur ersten Staffel wurde Barbara Eden schwanger. Deshalb wurde ihr Haremskostüm für einige Episoden verändert. Eden trug mehr Schleier um ihren Körper und bei vielen Szenen stand sie hinter großen Accessoires. Am 29. August 1965 wurde ihr Sohn Matthew Ansara geboren. Im Jahr 1967 wurde die Serie mit großem Erfolg erstmals im ZDF ausgestrahlt. Das ZDF sprach damals von einem Marktanteil von 49 %. Eden erhielt in den Jahren darauf den Goldenen und Silbernen Bravo Otto. 1967 und 1970 wurde Eden für die Rolle als Jeannie für den Emmy nominiert.
Die Serie Bezaubernde Jeannie wurde Ende 1969, nach fünf Jahren und 139 Episoden eingestellt. Wiederholungen laufen bis heute  in über 50 Ländern. Eden selbst hat behauptet, es gäbe keinen Tag, an dem nicht irgendwo auf der Welt eine Folge Jeannie ausgestrahlt werde. Nach dem Ende der Serie versuchte Eden, sich durch andere Rollen im Theater und Fernsehen künstlerisch weiterzuentwickeln, konnte an ihren früheren Erfolg aber nicht mehr anknüpfen. Sie spielte erneut an der Seite von Larry Hagman und hatte bereits in den letzten Jahren von Bezaubernde Jeannie Engagements als Sängerin in Las Vegas angenommen, wo sie später auch eine eigene Show hatte. Darin traten auch viele andere Größen des Showgeschäfts auf.

### 1970er und 1980er Jahre
Ihre Fernsehfilme A Howling in the Woods und The Woman Hunter erhielten gute Kritiken. Ihre Shows in Las Vegas waren regelmäßig ausverkauft. Der Designer Bob Mackie, der auch Cher und Ann-Margret einkleidete, entwarf eigens für Eden freizügige Bühnenkostüme. In den darauf folgenden Jahren blieb Eden im Showgeschäft aktiv. Mindestens einmal pro Jahr stand sie für Fernsehproduktionen vor der Kamera. Sie war Gast in Variety Shows im US-Fernsehen. Aus ihrem Kinofilm Harper Valley PTA aus dem Jahre 1978 wurde wenig später eine Fernsehserie, in der sie ebenfalls die Hauptrolle spielte. 
Im Jahr 1985 drehte sie mit Bill Daily, Wayne Rogers und Hayden Rorke einen Fernsehfilm zur beliebten Serie Bezaubernde Jeannie mit dem Titel Die Rückkehr der bezaubernden Jeannie: 15 Jahre später (I Dream of Jeannie: 15 Years Later). Im selben Jahr wurde Barbara Eden mit 53 Jahren vom People Magazine zur Frau mit dem meisten Sex-Appeal gewählt. Barbara Eden spielte jeweils eine Hauptrolle in den Fernsehfilmen Wo bitte geht’s zum Militär? (Your Mother Wears Combat Boots), Das Doppelleben der Kathy McCormick (The Secret Life of Kathy McCormick), Gegensätze ziehen sich an (Opposites Attract, 1990), Höllenwut (Hell Hath No Fury, 1991) und Her Wicked Ways (Alternativtitel Lethal Charm, 1991).

### Seit den 1990er-Jahren

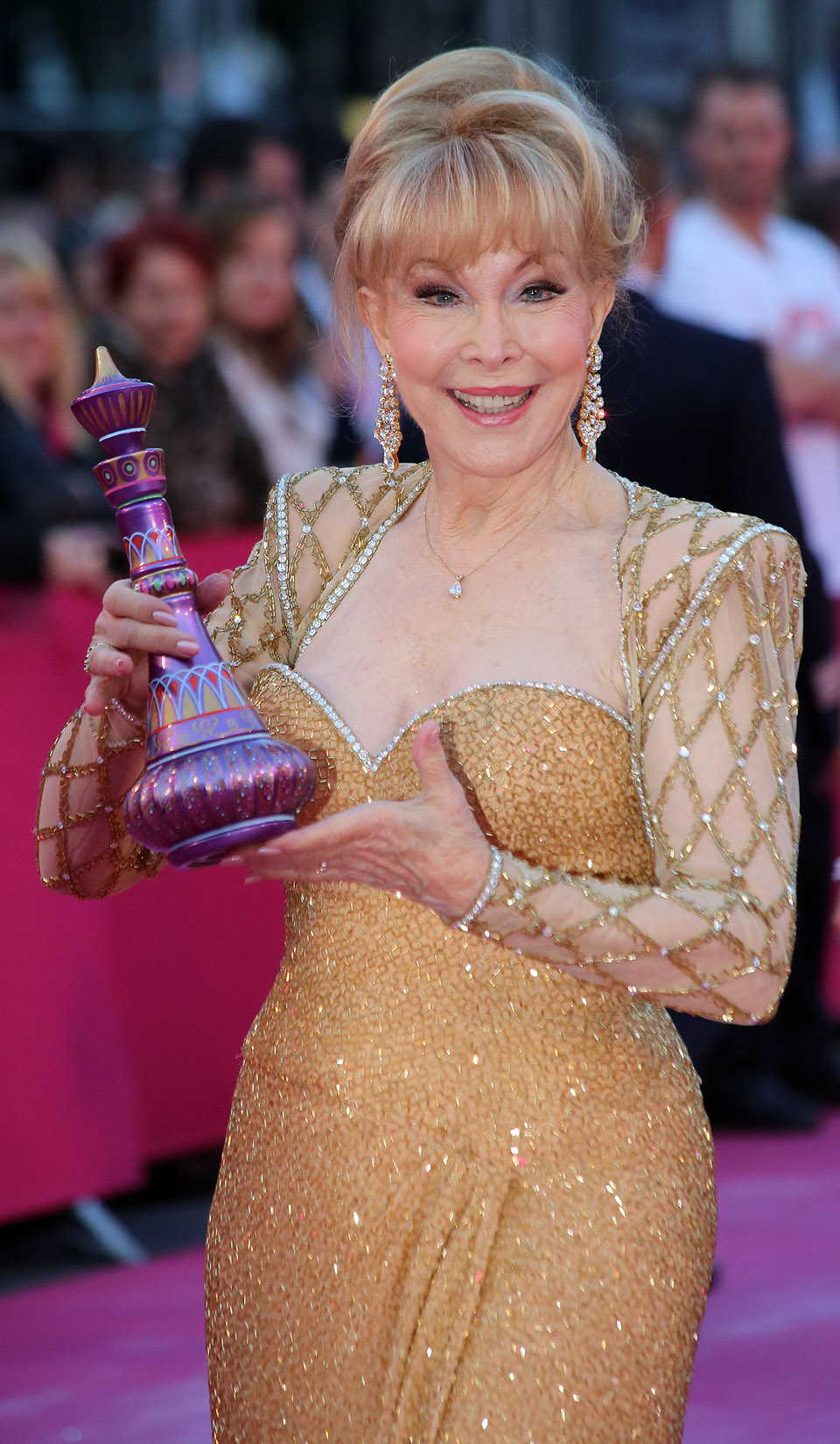
Barbara Eden, 2013

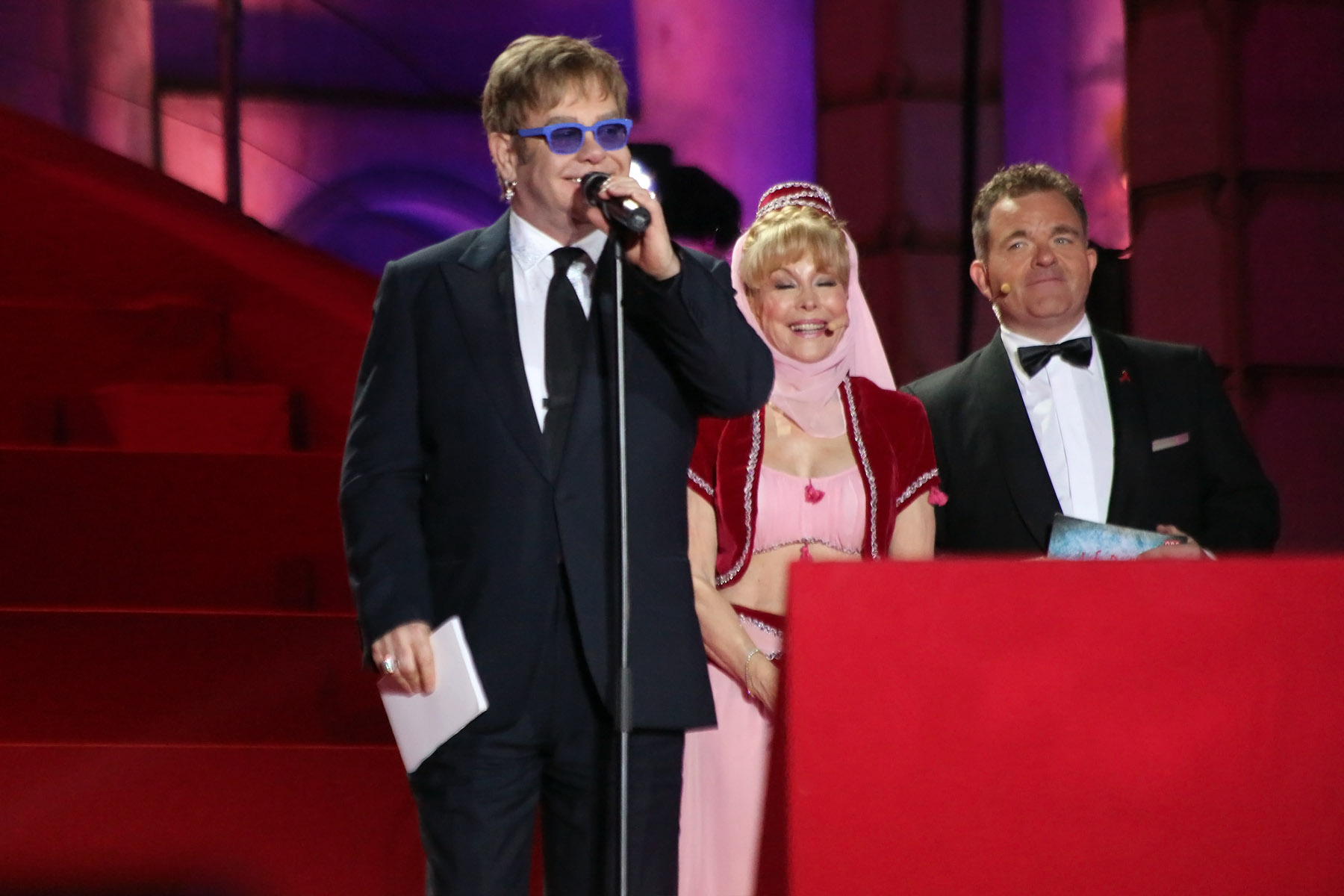
Barbara Eden mit Elton John und Cornelius Obonya am Life Ball 2013

1991 stand sie erneut im Jeannie-Kostüm  für den Fernsehfilm Jeannie sucht ihren Meister vor der Kamera. Im selben Jahr hatte sie fünf Gastauftritte in der damals auslaufenden Dallas-Serie, womit sie an die Seite von Larry Hagman zurückfand. Es folgten Filme wie Augen des Schreckens (1993) und Augen des Todes (1994). Im Jahre 1994 war sie in der Late Night Show bei Thomas Koschwitz eingeladen. 1996 stand sie in dem Film Die Brady Family 2 erneut als Jeannie für einen Kurzauftritt vor der Kamera. 1996 trat sie auch bei Thomas Gottschalks SAT.1-Sendung Hausparty auf.
In den Jahren 2000 bis 2005 stand sie mit der Schauspielerin Rita McKenzie für die weibliche Version von Männerwirtschaft auf der Bühne und tourte durch US-Bundesstaaten. 2006 folgte zusammen mit Larry Hagman das Theaterstück Love Letters. Ende 2006 und Anfang 2007 startete Eden erneut eine US-Tour mit Love Letters, diesmal an der Seite von Hal Linden.
Gastauftritte in der US-Serie Sabrina – Total Verhext! (als diktatorische Tante Irma) in den Jahren 2001 und 2002 waren weitere TV-Aktivitäten. 2001 hatte sie eine kleine Rolle in dem Kinofilm Carolina (Drehbuch von ihrer Nichte Katherine Fugate) neben Shirley MacLaine, ebenso 2002 in Loco Love. 2007 hatte Barbara Eden einen Gastauftritt in der George Lopez Show und wurde für die Rolle der Victoria Greyson in Army Wives engagiert. Eden drehte für den Film Always & Forever für den Hallmark Channel in den USA. Der Fernsehfilm wurde erstmals am 24. Oktober 2009 ausgestrahlt.
Im April 2011 erschien Edens Autobiografie Jeannie Out Of The Bottle. Das Buch wurde in Zusammenarbeit mit der Autorin Wendy Leigh verfasst, die bereits Bücher über Zsa Zsa Gabor, Arnold Schwarzenegger und Grace Kelly schrieb. Barbara Edens fleißige Promotion und Interviews in zahlreichen Fernseh- und Radiosendungen führten zum erwarteten Erfolg: das Buch landete auf der New York Times-Bestsellerliste in den USA, Kanada und Australien. Barbara erzählt darin über ihre Anfangsjahre in Hollywood, den harten Weg vom Starlet bis hin zu großen Engagements neben Elvis Presley und Paul Newman. Eden beschreibt ihre Treffen mit John F. Kennedy, Marilyn Monroe, Tom Jones und anderen bekannten Persönlichkeiten des Showbusiness, schildert Larry Hagmans psychische Probleme am Set von Bezaubernde Jeannie, berichtet über ihre Scheidung von Michael Ansara, über die Ehe mit dem kokainabhängigen Charles Fegert, über Erfolge nach Jeannie und ihre glückliche Ehe mit Jon Eicholtz. In Deutschland wurde das Buch bislang noch nicht veröffentlicht.
Von September bis November 2012 war Barbara Eden in der Hauptrolle für die Theaterkomödie Social Security in Kansas City zu sehen.
Im Mai 2013 trat Barbara in Wien auf dem Life Ball auf. Bereits auf dem roten Teppich erntete sie in ihrem goldenen Bob-Mackie-Kleid große Aufmerksamkeit der Presse. Ein medienumjubeltes Ereignis war die Tatsache, dass sie mit 81 Jahren für den guten Zweck in ihr bauchfreies Bezaubernde-Jeannie-Kostüm schlüpfte und auf der Bühne als Flaschengeist Jeannie unter anderem Bill Clinton, Elton John und die Sängerin Fergie (Black Eyed Peas) anmoderierte.

### Privates
Barbara Eden war von 1958 bis 1974 mit dem Schauspieler Michael Ansara verheiratet, 1965 wurde ihr Sohn Matthew geboren. 1971 verlor Eden ihren zweiten Sohn im achten Monat. Ihr zweiter Ehemann war von 1977 bis 1983 Charles Donald Fegert. Seit dem 5. Januar 1991 ist sie mit Jon Trusdale Eicholtz verheiratet.
Nach dem Drogentod ihres Sohnes Matthew am 25. Juni 2001 engagierte sie sich im Kampf gegen Drogen.

## Filmografie

### Filme
- 1956: Zurück aus der Ewigkeit (Back from Eternity)
- 1957: Steig aus bei 43000 (Bailout at 43,000)
- 1957: Sirene in Blond (Will Success Spoil Rock Hunter?)
- 1957: The Wayward Girl
- 1959: Das gibt’s nur in Amerika (A Private’s Affair)
- 1960: Zwölf Stunden lauert der Tod (Twelve Hours to Kill)
- 1960: Von der Terrasse (From the Terrace)
- 1960: Flammender Stern (Flaming Star)
- 1961: Swingin’ Along
- 1961: All Hands on Deck
- 1961: Unternehmen Feuergürtel (Voyage to the Bottom of the Sea)
- 1962: Die Wunderwelt der Gebrüder Grimm (The Wonderful World of the Brothers Grimm)
- 1962: Fünf Wochen im Ballon (Five Weeks in a Balloon)
- 1963: Kennwort: Canary (The Yellow Canary)
- 1964: Der mysteriöse Dr. Lao (7 Faces of Dr. Lao)
- 1964: Mein Zimmer wird zum Harem (The Brass Bottle)
- 1964: Assistenzärzte (The New Interns)
- 1964: Surfen auf Leben und Tod (Ride the Wild Surf)
- 1964: Heirate mich, Gauner! (The Confession)
- 1967: Kismet (Fernsehfilm)
- 1968: Hellcats
- 1970: Howdy (Fernsehfilm)
- 1971: The Feminist and the Fuzz (Fernsehfilm)
- 1971: A Howling in the Woods (Fernsehfilm)
- 1972: The Woman Hunter (Fernsehfilm)
- 1973: The Toy Game (Fernsehfilm)
- 1973: The Barbara Eden Show (Fernsehfilm)
- 1973: Guess Who’s Been Sleeping in My Bed? (Fernsehfilm)
- 1974: Die Saat des Alien (The Stranger Within, Fernsehfilm)
- 1974: Out to Lunch (Fernsehfilm)
- 1975: Let’s Switch! (Fernsehfilm)
- 1976: How to Break Up a Happy Divorce (Fernsehfilm)
- 1976: Mit Dobermännern spaßt man nicht (The Amazing Dobermans)
- 1977: Stonestreet: Who Killed the Centerfold Model? (Fernsehfilm)
- 1978: Die Rache der blonden Hexe (Harper Valley P.T.A.)
- 1979: Die Mädels im Büro (The Girls in the Office, Fernsehfilm)
- 1980: Condominium (Fernsehfilm)
- 1981: Return of the Rebels (Fernsehfilm)
- 1984: Chattanooga Choo Choo
- 1984: Woman of the Year (Fernsehfilm)
- 1985: Die Rückkehr der bezaubernden Jeannie  (I Dream of Jeannie … Fifteen Years Later, Fernsehfilm)
- 1987: Die Kinder von Stepford (The Stepford Children, Fernsehfilm)
- 1988: Das Doppelleben der Kathy McCormick (The Secret Life of Kathy McCormick, Fernsehfilm)
- 1989: Brand New Life (Fernsehserie)
- 1989: Wo bitte geht’s zum Militär? (Your Mother Wears Combat Boots, Fernsehfilm)
- 1990: Gegensätze ziehen sich an (Opposites Attract, Fernsehfilm)
- 1991: Gefährlicher Charme (Her Wicked Ways, Fernsehfilm)
- 1991: Höllenwut (Hell Hath No Fury, Fernsehfilm)
- 1991: Jeannie sucht ihren Meister (I Still Dream of Jeannie, Fernsehfilm)
- 1993: Augen des Todes (Visions of Murder, Fernsehfilm)
- 1994: Augen des Schreckens (Eyes of Terror, Fernsehfilm)
- 1996: Ein tödlicher Coup (Dead Man’s Island, Fernsehfilm)
- 1996: Nite Club Confidential (Fernsehfilm)
- 1996: Die Brady Family 2 (A Very Brady Sequel)
- 1998: Gentlemen Prefer Blondes (Fernsehfilm)
- 2003: Mi Casa, Su Casa
- 2003: Loco Love
- 2003: Carolina – Auf der Suche nach Mr. Perfect (Carolina)
- 2009: Always and Forever (Fernsehfilm)
- 2014: Army Wives: A Final Salute (Fernsehfilm)
- 2019: Dear Santa: Eine Reise zum Nordpol (My Adventures with Santa)

### Fernsehserien
- 1956: West Point (eine Folge)
- 1957: Streifenwagen 2150 (Highway Patrol, eine Folge)
- 1957: I Love Lucy (eine Folge)
- 1957: The Millionaire (eine Folge)
- 1957: Crossroads (eine Folge)
- 1957: Perry Mason (eine Folge)
- 1957: Rauchende Colts (Gunsmoke, eine Folge)
- 1957: Bachelor Father (eine Folge)
- 1957: December Bride (eine Folge)
- 1957–1959: How to Marry a Millionaire (52 Folgen)
- 1958: Vater ist der Beste (Father Knows Best, eine Folge)
- 1958: The Lineup (eine Folge)
- 1961: Adventures in Paradise (eine Folge)
- 1962: Andy Griffith Show (The Andy Griffith Show, eine Folge)
- 1962: Target: The Corruptors (eine Folge)
- 1962: Cain’s Hundred (eine Folge)
- 1962: Saints and Sinners (eine Folge)
- 1963: Dr. Kildare (eine Folge)
- 1963–1964: Tausend Meilen Staub (Rawhide, drei Folgen)
- 1963–1965: Amos Burke (Burke’s Law, vier Folgen)
- 1964: Route 66 (zwei Folgen)
- 1964: Die Leute von der Shiloh Ranch (The Virginian, eine Folge)
- 1965: Slattery’s People (eine Folge)
- 1965: Gauner gegen Gauner (The Rogues, eine Folge)
- 1965–1970: Bezaubernde Jeannie (I Dream of Jeannie, 139 Folgen)
- 1967: Off to See the Wizard (eine Folge)
- 1975: NBC Special Treat (eine Folge)
- 1981–1982: Harper Valley P.T.A. (30 Folgen)
- 1989–1990: A Brand New Life (sechs Folgen)
- 1990–1991: Dallas (fünf Folgen)
- 2002–2003: Sabrina – Total Verhext! (Sabrina, the Teenage Witch, drei Folgen)
- 2003: Teamo Supremo (eine Folge)
- 2007: George Lopez (eine Folge)
- 2007: Army Wives (eine Folge)
- 2016: Shimmer and Shine (Synchronisation in der Rolle von Empress Caliana)
- 2020–2022: Master Dearest, from the Diaries of Jeannie (Fernsehserie, 3 Folgen, nur Stimme)

## Hörbücher
- 2011: Jeannie Out of the Bottle, gemeinsam mit Wendy Leigh (Autorenlesung), Random House Audio, ISBN 978-0-307-91434-7.